# Odvan
Odvan Gomes Silva (Campos dos Goytacazes, 26 marzo 1974) è un ex calciatore brasiliano, difensore centrale.

## Carriera

### Club
L'inizio di carriera di Odvan è caratterizzato dalla militanza in squadre di basso profilo, come l'Americano FC della sua città natale, Campos dos Goytacazes, e le ancora più piccole Mineiros e Mimosense. Nel 1997 il salto di qualità alla formazione cruzmaltina del Vasco, e nel 1998 arriva anche la nazionale, con la maglia della quale si mette in mostra, tanto da attirare l'interesse di squadre europee, come la Fiorentina. Il Santos lo acquista nel 2001, poi esperienze al Botafogo e al Coritiba, e nel 2005 prima al Náutico e poi al Fluminense precedono il suo trasferimento in Europa, più precisamente in Portogallo, all'Estrela Amadora. Nel 2007 Odvan si trasferisce all'Ituano, e nel 2008 torna al Vasco da Gama.

### Nazionale
(Vanderlei Luxemburgo)
Nonostante abbia giocato solo tra il 1998 e il 1999 nel Brasile, Odvan conta 12 presenze e la vittoria della Copa América 1999 nel suo palmarès internazionale.

## Palmarès

### Club

#### Competizioni statali
- Campionato Carioca: 1

Vasco da Gama: 1998

#### Competizioni interstatali
- Torneo Rio-San Paolo: 1

Vasco da Gama: 1999

#### Competizioni nazionali
- Campionato brasiliano: 2

Vasco da Gama: 1997, 2000

#### Competizioni internazionali
- Coppa Libertadores: 1

Vasco da Gama: 1998
- Coppa Mercosur: 1

Vasco da Gama: 2000

### Nazionale
- Coppa America: 1

1999

## Statistiche

### Cronologia presenze e reti in nazionale
| Cronologia completa delle presenze e delle reti in nazionale ― Brasile | Cronologia completa delle presenze e delle reti in nazionale ― Brasile | Cronologia completa delle presenze e delle reti in nazionale ― Brasile | Cronologia completa delle presenze e delle reti in nazionale ― Brasile | Cronologia completa delle presenze e delle reti in nazionale ― Brasile | Cronologia completa delle presenze e delle reti in nazionale ― Brasile | Cronologia completa delle presenze e delle reti in nazionale ― Brasile | Cronologia completa delle presenze e delle reti in nazionale ― Brasile |
| Data                                                                   | Città                                                                  | In casa                                                                | Risultato                                                              | Ospiti                                                                 | Competizione                                                           | Reti                                                                   | Note                                                                   |
| ---------------------------------------------------------------------- | ---------------------------------------------------------------------- | ---------------------------------------------------------------------- | ---------------------------------------------------------------------- | ---------------------------------------------------------------------- | ---------------------------------------------------------------------- | ---------------------------------------------------------------------- | ---------------------------------------------------------------------- |
| 14-10-1998                                                             | Washington                                                             | Brasile                                                                | 5 – 1                                                                  | Ecuador                                                                | Amichevole                                                             | -                                                                      |                                                                        |
| 28-3-1999                                                              | Seul                                                                   | Corea del Sud                                                          | 1 – 0                                                                  | Brasile                                                                | Amichevole                                                             | -                                                                      |                                                                        |
| 31-3-1999                                                              | Tokyo                                                                  | Giappone                                                               | 0 – 2                                                                  | Brasile                                                                | Amichevole                                                             | -                                                                      |                                                                        |
| 26-6-1999                                                              | Curitiba                                                               | Brasile                                                                | 3 – 0                                                                  | Lettonia                                                               | Amichevole                                                             | -                                                                      |                                                                        |
| 30-6-1999                                                              | Ciudad del Este                                                        | Brasile                                                                | 7 – 0                                                                  | Venezuela                                                              | Coppa America 1999 - 1º turno                                          | -                                                                      |                                                                        |
| 3-7-1999                                                               | Ciudad del Este                                                        | Brasile                                                                | 2 – 1                                                                  | Messico                                                                | Coppa America 1999 - 1º turno                                          | -                                                                      |                                                                        |
| 6-7-1999                                                               | Ciudad del Este                                                        | Brasile                                                                | 1 – 0                                                                  | Cile                                                                   | Coppa America 1999 - 1º turno                                          | -                                                                      |                                                                        |
| 24-7-1999                                                              | Guadalajara                                                            | Brasile                                                                | 4 – 0                                                                  | Germania                                                               | Conf. Cup 1999 - 1º turno                                              | -                                                                      |                                                                        |
| 28-7-1999                                                              | Guadalajara                                                            | Brasile                                                                | 1 – 0                                                                  | Stati Uniti                                                            | Conf. Cup 1999 - 1º turno                                              | -                                                                      |                                                                        |
| 1-8-1999                                                               | Guadalajara                                                            | Brasile                                                                | 8 – 2                                                                  | Arabia Saudita                                                         | Conf. Cup 1999 - Semifinale                                            | -                                                                      |                                                                        |
| 4-8-1999                                                               | Città del Messico                                                      | Messico                                                                | 4 – 3                                                                  | Brasile                                                                | Conf. Cup 1999 - Finale                                                | -                                                                      |                                                                        |
| Totale                                                                 |                                                                        | Presenze                                                               | 11                                                                     |                                                                        | Reti                                                                   | 0                                                                      |                                                                        |